# Brodos
Die Brodos AG ist ein Telekommunikations-Dienstleister mit Hauptsitz im fränkischen Baiersdorf.

## Unternehmen
Brodos wurde 1991 als Telekommunikationseinzelhandel von Dominik Brokelmann in Nürnberg gegründet. Zum heutigen Kundenstamm gehören Mobilfunkläden, große Elektronikmärkte sowie Geschäftskunden. Das Unternehmen arbeitet mit mehreren Herstellern (Apple, Samsung, Xiaomi, u. v. m.) und Netzbetreiber (Telekom, Vodafone, Telefónica) zusammen.
Neben dem Hauptsitz befindet sich seit 2002 ein weiterer Standort in Berlin. Dazu kam 2010 ein Entwicklungsstandort im indischen Ahmedabad. Im Jahr 2020 hat Brodos alle Anteile der Stahlgruber Communication Center GmbH (SCC) aus Fulda übernommen.
Zum 22. Juli 2024 hat Stefan Vitzithum, zuvor seit 2005 COO der Brodos AG, den Vorstandsvorsitz übernommen. Der bisherige CEO Dominik Brokelmann bleibt dem Unternehmen im Vorstand mit strategischer Funktion erhalten und arbeitet in seiner neuen Rolle als „Founder“ weiterhin an der Strategie und Markenpositionierung von Brodos.

## Dienstleistungen
Das Produktportfolio umfasst Mobiltelefonie, Festnetz, Navigation, Multimedia, IT-Dienstleistungen, Prepaidkarten, Finanzdienstleistungen, Marketingunterstützung, Service, Reparaturen, Procurement, Multichannel-Dienstleistungen, Fulfillment und Logistik. Das Vertriebssystem „Der vernetzte Laden“ ist die Kombination aus multimedialen Katalogsystemen im Laden und Internet, zusammengestellt aus den lieferbaren Sortimenten von Distributoren und Spezialgroßhändlern mit dafür optimierten Möbeln und digitalen Plakaten. Die im vernetzten Laden installierten Kiosk-Systeme ermöglichen den Zugriff auf ein Online-Produktsortiment von mehr als 250.000 Artikeln.

## Auszeichnungen
- 2015 vom Bayerischen Staatsministerium für Wirtschaft und Medien, Energie und Technologie als eines der 50 wachstumsstärksten mittelständischen Unternehmen in Bayern ausgezeichnet.[7]
- 2013 zum Distributor des Jahres der Fachzeitung Telecom Handel[8]